# Divisione di Rewa
La divisione di Rewa è una divisione dello stato federato indiano del Madhya Pradesh, di 8 427 288 abitanti. Il suo capoluogo è Rewa.
La divisione di Rewa comprende i distretti di Rewa, Satna e Sidhi.
I distretti di Anuppur, Shahdol e Umaria, già facenti parte di questa divisione, dal 14 giugno 2008 sono passati sotto la giurisdizione della divisione di Shahdol.